# Toxin Reviews
Toxin Reviews, abgekürzt Toxin Rev., ist eine wissenschaftliche Fachzeitschrift, die vom Informa-Verlag veröffentlicht wird. Die erste Ausgabe erschien im Jahr 1982. Derzeit erscheint die Zeitschrift viermal im Jahr. Es werden Übersichtsartikel veröffentlicht, die sich mit Toxinen tierischen, pflanzlichen oder mikrobiellen Ursprungs beschäftigen.
Der Impact Factor lag im Jahr 2014 bei 0,647. Nach der Statistik des ISI Web of Knowledge wird das Journal mit diesem Impact Factor in der Kategorie Toxikologie an 83. Stelle von 87 Zeitschriften geführt.
Chefherausgeber ist R. Manjunatha Kini, National University of Singapore.